# 아웃사이더 (2018년 영화)
아웃사이더(The Outsider)는 미국에서 제작된 마틴 잔드블리엣 감독의 2018년 범죄, 드라마, 미스터리, 스릴러 영화이다. 자레드 레토 등이 주연으로 출연하였고 아트 린슨 등이 제작에 참여하였다.

## 출연

### 주연
- 자레드 레토 : 닉 로웰 역
- 아사노 타다노부 : 키요시 역
- 시이나 깃페이 : 오로치 역
- 쿠츠나 시오리

### 조연
- 로리 코크레인 : 파네티 역
- 에밀 허쉬 : 폴리 바워스 역